# "I quit" match
"I quit" match là các trận đấu thuộc dạng khốc liệt nhất trong các chương trình của Công ty Đô vật thế giới (WWE). Thể thức này thường được đánh trong các pay-per-view và thường là các trận tranh đai lớn hay các trận thách đấu mang tính giải quyết hận thù cá nhân lên tới mức đỉnh điểm. "I quit" dịch theo tiếng Việt có nghĩa là "Tôi bỏ cuộc" hoặc "Tôi muốn dừng lại (chịu thua)". Thường các trận tranh đai có thể thức này do quản lý của WWE đưa ra nếu sự mâu thuẫn của 2 bên tranh đai quá cao để giải quyết hận thù. "I quit" match thường đi kèm với sự tự do về luật lệ và có thể là 1 chọi 1 hoặc đánh chấp (handicap). Đô vật tham gia phải chuẩn bị một tâm lý tốt nhất vì trong lịch sử các trận như thế có rất nhiều trường hợp sau khi đánh xong mình mẩy đã máu me, bất tỉnh hay gãy xương. Tham gia trận đấu này phải có một "ý chí kiên cường" và khả năng chịu đòn tốt. Cách nhanh nhất để có thể giải quyết nhanh gọn là dùng những đòn khóa thật hiểm để buộc đối thủ chịu thua mà ít gây thương tích.

## Trận đấu

### Extreme Championship Wrestling
| Người tham gia                 | Tiêu đề | Sự kiện           | Ngày                     | Địa điểm                   | Ghi chú                              | Chú thích |
| ------------------------------ | ------- | ----------------- | ------------------------ | -------------------------- | ------------------------------------ | --------- |
| Terry Funk vs Eddie Gilbert    | không   | ECW Show          | ngày 23 tháng 1 năm 1993 | Philadelphia, Pennsylvania | Billed as a I Quit Texas Death match | [ 1 ]     |
| Tommy Dreamer vs The Sandman   | không   | ECW Show          | ngày 1 tháng 10 năm 1994 | Philadelphia, Pennsylvania |                                      | [ 2 ]     |
| Tommy Dreamer vs C.W. Anderson | không   | Guilty as Charged | ngày 7 tháng 1 năm 2001  | New York, New York         |                                      | [ 3 ]     |

### Lucha Underground
| Người tham gia          | Tiêu đề          | Sự kiện                            | Ngày                                                              | Địa điểm                             | Ghi chús | Chú thích |
| ----------------------- | ---------------- | ---------------------------------- | ----------------------------------------------------------------- | ------------------------------------ | -------- | --------- |
| Sexy Star vs Mariposa   | Aztec Medallions | Lucha Underground(Season 2, Ep 15) | ngày 13 tháng 12 năm 2015 (taped) ngày 4 tháng 5 năm 2016 (aired) |                                      |          | [ 4 ]     |
| XO Lishus vs Jack Evans |                  | Lucha Underground(Season 4, Ep 12) | March 2018 (taped) ngày 29 tháng 8 năm 2018 (aired)               | Union Central Cold Storage Warehouse |          | [ 5 ]     |

### Ring of Honor
| Người tham gia                 | Tiêu đề | Sự kiện              | Ngày                      | Địa điểm                | Ghi chús | Chú thích |
| ------------------------------ | ------- | -------------------- | ------------------------- | ----------------------- | --- | --------- |
| Alex Shelley vs Jimmy Jacobs   | không   | Joe vs. Punk II      | ngày 16 tháng 10 năm 2004 | Chicago Ridge, Illinois | | [ 6 ]     |
| Jimmy Rave vs Nigel McGuinness | không   | Battle of the Icons  | ngày 27 tháng 1 năm 2007  | Edison, New Jersey      | The referee stopped the match after McGuinness refused to say "I Quit" and Rave attempted to break his leg. | [ 7 ]     |
| Austin Aries vs Jimmy Jacobs   | không   | Rising Above 2008    | ngày 22 tháng 11 năm 2008 | Chicago Ridge, Illinois | | [ 8 ]     |
| Colt Cabana vs Steve Corino    | không   | Richards vs. Daniels | ngày 16 tháng 10 năm 2010 | Chicago Ridge, Illinois | | [ 9 ]     |

### Total Nonstop Action Wrestling/Impact Wrestling
| Người tham gia                                    | Tiêu đề                            | Sự kiện                            | Ngày                                                             | Địa điểm                   | Ghi chús | Chú thích |
| ------------------------------------------------- | ---------------------------------- | ---------------------------------- | ---------------------------------------------------------------- | -------------------------- | --- | --------- |
| Booker T vs Jethro Holliday                       | không                              | Impact!                            | ngày 14 tháng 5 năm 2009 (aired)                                 | Orlando, Florida           | | [ 10 ]    |
| A.J. Styles (c) vs Booker T                       | TNA Legends Championship           | Sacrifice                          | ngày 24 tháng 5 năm 2009                                         | Orlando, Florida           | | [ 11 ]    |
| Velvet Sky vs Angelina Love ended in a no contest | không                              | Impact!                            | ngày 6 tháng 4 năm 2010 (taped) ngày 12 tháng 4 năm 2010 (aired) | Orlando, Florida           | Match was the result of an open contract won by Sky, and was changed from a Leather and Lace match immediately before it started. Love was handcuffed during this match. Match ended in a no contest after consecutive interferences by Lacey Von Erich, Madison Rayne, and Tara cleared the ring. | [ 12 ]    |
| Brian Kendrick vs Douglas Williams                | TNA Legends Championship           | Impact!                            | ngày 15 tháng 7 năm 2010 (aired)                                 | Orlando, Florida           | | [ 13 ]    |
| A.J. Styles vs Tommy Dreamer                      | không                              | No Surrender                       | ngày 5 tháng 9 năm 2010                                          | Orlando, Florida           | | [ 14 ]    |
| A.J. Styles vs Christopher Daniels                | không                              | Bound For Glory                    | ngày 16 tháng 10 năm 2011                                        | Philadelphia, Pennsylvania | | [ 15 ]    |
| Kurt Angle vs D'Lo Brown                          | không                              | Impact!                            | ngày 25 tháng 4 năm 2013 (taped)                                 | Orlando, Florida           | | [ 16 ]    |
| Gunner vs James Storm                             | không                              | Sacrifice                          | ngày 27 tháng 4 năm 2014                                         | Orlando, Florida           | | [ 17 ]    |
| Mr. Anderson vs Samuel Shaw                       | không                              | Impact Wrestling: Hardcore Justice | ngày 5 tháng 8 năm 2014 (taped) ngày 21 tháng 8 năm 2014 (aired) | Orlando, Florida           | | [ 18 ]    |
| Kurt Angle vs Eric Young                          | TNA World Heavyweight Championship | Impact!                            | ngày 29 tháng 5 năm 2015 (aired)                                 | Orlando, Florida           | | [ 19 ]    |
| Jeff Hardy vs Matt Hardy ended in a no contest    | không                              | Impact!                            | ngày 19 tháng 4 năm 2016 (aired)                                 | Orlando, Florida           | Match ended after neither man could continue | [ 20 ]    |

### World Championship Wrestling
| Người tham gia                                       | Tiêu đề                   | Sự kiện       | Ngày                                                              | Địa điểm                 | Ghi chús                                | Chú thích |
| ---------------------------------------------------- | ------------------------- | ------------- | ----------------------------------------------------------------- | ------------------------ | --------------------------------------- | --------- |
| The Taskmaster vs Brian Pillman                      | không                     | SuperBrawl VI | ngày 11 tháng 2 năm 1996                                          | St. Petersburg, Florida  | This was a "I Respect You" Strap match. | [ 21 ]    |
| Goldberg vs Sid Vicious                              | không                     | Mayhem        | ngày 21 tháng 11 năm 1999                                         | Toronto, Ontario, Canada |                                         | [ 22 ]    |
| Roddy Piper vs Creative Control (Gerald and Patrick) | không                     | Nitro         | ngày 6 tháng 12 năm 1999                                          | Milwaukee, Wisconsin     | This was a Handicap "I Quit" match.     | [ 23 ]    |
| David Flair vs Terry Funk                            | không                     | Nitro         | ngày 7 tháng 2 năm 2000                                           | Tulsa, Oklahoma          |                                         | [ 24 ]    |
| Dustin Rhodes vs Terry Funk                          | không                     | Uncensored    | ngày 19 tháng 3 năm 2000                                          | Miami, Florida           | This was a Bullrope Match.              | [ 25 ]    |
| Norman Smiley (c) vs M.I. Smooth                     | WCW Hardcore Championship | Thunder       | ngày 22 tháng 8 năm 2000 (taped) ngày 23 tháng 8 năm 2000 (aired) | Tulsa, Oklahoma          |                                         | [ 26 ]    |

### World Wrestling Federation/Entertainment
| Người tham gia                          | Tiêu đề | Sự kiện             | Ngày                                                                | Địa điểm                 | Ghi chús | Chú thích |
| --------------------------------------- | --- | ------------------- | ------------------------------------------------------------------- | ------------------------ | --- | --------- |
| Bret Hart vs Bob Backlund               | không | WrestleMania XI     | ngày 2 tháng 4 năm 1995                                             | Hartford, Connecticut    | Guest referee Roddy Piper ended the match though Backlund uttered the words "I Quit" only incompletely | [ 27 ]    |
| Stone Cold Steve Austin vs Ken Shamrock | không | Raw Is War          | ngày 26 tháng 10 năm 1998                                           | Madison, Wisconsin       | Austin used the unconscious Shamrock's hands to signal a tap out submission. |           |
| The Rock vs Mankind (c)                 | WWF Championship | Royal Rumble (1999) | ngày 24 tháng 1 năm 1999                                            | Anaheim, California      | Mankind did not say "I quit". Rather an earlier recording of Mankind saying the phrase was played over the PA system while Mankind laid unconscious in the entrance. The Rock was still awarded the victory. | [ 28 ]    |
| The Rock (c) vs Triple H                | WWF Championship | Raw Is War          | ngày 25 tháng 1 năm 1999                                            | Phoenix, Arizona         | |           |
| Mr. McMahon vs Stephanie McMahon        | Loser had to leave their position - Vince McMahon - WWE Chairman - Stephanie McMahon - General manager of SmackDown! | No Mercy            | ngày 19 tháng 10 năm 2003                                           | Baltimore, Maryland      | Stephanie did not say the words "I Quit"; Linda McMahon threw a towel into the ring. Stephanie was also able to win this match via pinfall.                                                                  | [ 29 ]    |
| John Cena (c) vs John Bradshaw Layfield | WWE Championship | Judgment Day        | ngày 22 tháng 5 năm 2005                                            | Minneapolis, Minnesota   | | [ 30 ]    |
| Ric Flair vs Mick Foley                 | không | SummerSlam          | ngày 20 tháng 8 năm 2006                                            | Boston, Massachusetts    | | [ 31 ]    |
| Chavo Guerrero vs Rey Mysterio          | không | SmackDown!          | ngày 15 tháng 10 năm 2006 (taped) ngày 20 tháng 10 năm 2006 (aired) | Los Angeles, California  | |           |
| Rey Mysterio vs Chavo Guerrero          | không | Smackdown!          | ngày 1 tháng 9 năm 2007 (taped) ngày 7 tháng 9 năm 2007 (aired)     |                          | |           |
| Beth Phoenix vs Melina                  | không | One Night Stand     | ngày 1 tháng 6 năm 2008                                             | San Diego, California    | | [ 32 ]    |
| Big Show vs Ryan Taylor                 | không | Smackdown!          | ngày 14 tháng 10 năm 2008 (taped) ngày 17 tháng 10 năm 2008 (aired) | Las Vegas, Nevada        | |           |
| Jeff Hardy vs Matt Hardy                | không | Backlash            | ngày 26 tháng 4 năm 2009                                            | Providence, Rhode Island | | [ 33 ]    |
| John Cena vs Randy Orton (c)            | WWE Championship | Breaking Point      | ngày 13 tháng 9 năm 2009                                            | Montreal, Quebec, Canada | If anyone interfered on Orton's behalf, Orton would immediately lose the title. | [ 34 ]    |
| John Cena (c) vs Batista                | WWE Championship | Over The Limit      | ngày 23 tháng 5 năm 2010                                            | Detroit, Michigan        | | [ 35 ]    |
| John Cena (c) vs The Miz                | WWE Championship | Over The Limit      | ngày 22 tháng 5 năm 2011                                            | Seattle, Washington      | | [ 36 ]    |
| Alberto Del Rio vs Jack Swagger         | #1 contendership to the World Heavyweight Championship                                                               | Extreme Rules       | ngày 19 tháng 5 năm 2013                                            | St. Louis, Missouri      | | [ 37 ]    |
| John Cena (c) vs Rusev                  | WWE United States Championship                                                                                       | Payback             | ngày 17 tháng 5 năm 2015                                            | Baltimore, Maryland      | Instead of Rusev, his manager Lana conceded the match, saying "He Quits". | [ 38 ]    |
| Jack Gallagher vs Ariya Daivari         | không | 205 Live            | ngày 17 tháng 1 năm 2017                                            | Memphis, Tennessee       | Billed as an "I Forfeit" match. | [ 39 ]    |
| Cedric Alexander vs Noam Dar            | không | 205 Live            | ngày 11 tháng 7 năm 2017                                            | San Antonio, Texas       | | [ 40 ]    |
| Kay Lee Ray (c) vs Toni Storm           | NXT UK Women's Championship                                                                                          | NXT UK              | ngày 18 tháng 1 năm 2020 (taped); ngày 27 tháng 2 năm 2020 (aired)  | York, England            | This was a Last Chance "I Quit" match. If Storm lost, she could no longer challenge for the NXT UK Women's Championship as long as Ray held it.                                                              |           |
| Roman Reigns (c) vs. Jey Uso            | WWE Universal Championship                                                                                           | Hell in a Cell      | ngày 25 tháng 10 năm 2020                                           | Orlando, Florida         | This match will take place inside the Hell in a Cell structure. |           |